# Periclimenaeus ardeae
Periclimenaeus ardeae är en kräftdjursart som beskrevs av Bruce 1970. Periclimenaeus ardeae ingår i släktet Periclimenaeus och familjen Palaemonidae. Inga underarter finns listade i Catalogue of Life.